# リサ・ニエミ
リサ・ニエミ（Lisa Niemi、1956年5月26日 - ）は、アメリカ合衆国の女優、ダンサー。

## 略歴
テキサス州ヒューストン出身。
幼少の頃からバレエを習っており、修行時代に知り合った同郷の俳優パトリック・スウェイジと1975年に結婚した。2003年に公開された映画『ダンス with me !』（日本未公開）では、監督・製作・脚本の他、夫のパトリック・スウェイジと共に主演も務めた。

## 主な出演作

### 映画
- スティール・ドーン/太陽の戦士　Steel Dawn　(1987)
- ダンス with me !　One Last Dance　(2003)日本未公開、兼監督、製作、脚本

### テレビドラマ
- マックス・ヘッドルーム　Max Headroom　(1987)
- スーパーフォース　Super Force　(1990)